# Tomato

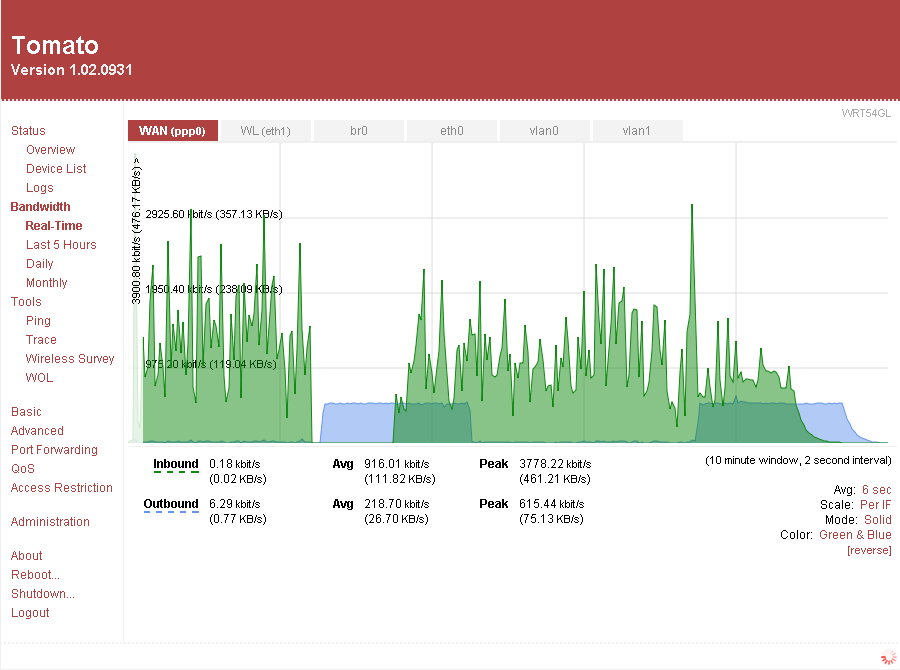
Zrzut ekranu z oprogramowania Tomato

Tomato – oprogramowanie bazujące na kodzie HyperWRT pracujące pod kontrolą systemu Linux, przeznaczone do routerów firmy Linksys, Buffalo AirStation oraz niektórych modeli firmy Asus, Netgear, Ovislink Airlive oraz D-link. Napisany i rozwijany był przez Jonathana Zarateę. Większość kodu źródłowego oprogramowania Tomato jest dostępna na licencji GNU GPL. Jego interfejs webowy zawiera kilka rodzajów wykresów użycia pasma, zaawansowane funkcje QoS oraz ograniczania dostępu, podnoszenia limitów połączeń dla P2P. Wspiera technologię szybkiego przesyłu danych z prędkością 125Mb/s (nazywaną przez Linksys – SpeedBooster).